# ЈУ "Центар за културу и информисање Лопаре"
ЈУ „Центар за културу и информисање Лопаре“ јавна је установа културе, и центар свих дешавања општине Лопаре. Укупна површина објекта, приземље и спрат износи око 1100 м².
Под једним кровом налази се Народна библиотека „Десанка Максимовић“ Лопаре, која је независна од Центра у организационом и правном смислу и обавља своју дјелатност на више од 300 м². Простор редовно користи СПКД "Просвјета" Лопаре којој је додјељена и једна канцеларија за рад. Простор установе за рад користе и невладине организације. Од оснивања па до данас установа Центар за културу је прерасла у централно мјесто у коме се планира и организује укупни културно-умјетнички и забавни живот средине.

## Историја
Први Дом културе у Лопарама изграђен је у послератном периоду 1947/1948. године. у коме је вршено описмењавање становништва, приређиване су приредбе, а у исту зграду била је смјештена и библиотека.
Половином 2002. године, због дотрајалости, срушен је стари Дом културе, а исте године је почела изградња новог и модерног "Центра за културу и информисање Лопаре". Грађевински радови на изградњи су трајали до краја 2009. године, а 2010. године завршен је нови објекат.
ЈУ "Центар за културу и информисање Лопаре" основана је 2010. године одлуком Скупштине општине Лопаре.

## Дјелатност Центра за културу и информисање Лопаре

#### Основна дјелатност
- Извођачка-умјетност
- Издаваштво

#### Споредне дјелатности
- Културно-умјетнички
- Забавно-рекреативни

Центар пружа сву стручну и техничку помоћ невладиним организацијама које се баве културним, омладинским и сличним активностима, као подстицање културног стваралаштва, приказивање разноврсног сценско-умјетничког и забавног програма, развоја и његовања традиционалних и нових културних вриједности овог поднебља, културно-умјетничког и аматерског стваралаштва у области књижевности, позоришта, ликовног и музичког стваралаштва, очувања фолклорног и етно стваралаштва, трибинског програма са актуелним темама, едукативних радионица, дјелатности издаваштва, информисања и едуковања грађана и друге манифестације различитог типа.
ЈУ “Центар за културу и информисање“ се такође бави и издаваштвом. У протеклом периоду објављено је неколико је књига, публикација и часописа, које обрађују теме из историје, културе, језика, традиције...

## Циљ установе
Подстицање културног стваралаштва, приказивање разноврсног сценско-умјетничког и забавног програма, развоја и његовања традиционалних и нових културних вриједности овог поднебља, културно-умјетничког и аматерског стваралаштва у области књижевности, позоришта, ликовног и музичког стваралаштва, очувања фолклорног и етно стваралаштва, трибинског програма са актуелним темама, едукативних радионица, дјелатности издаваштва, информисања и едуковања грађана и друге манифестације различитог типа, главни су циљеви и мисија ове установе.
Циљ установе је да различитим програмима и организовањем културно-умјетничких забавних и едукативних манифестација широког стваралачког спектра, понуди грађанима што садржајнија културна догађања.